# 후쿠가촌
후쿠가촌(福賀村)은 일본 야마구치현 아부군에 설치되었던 촌이다. 현재의 아부정의 일부에 해당한다.